# Pontus Dahlberg
Pontus Jacob Ragne Dahlberg, född 21 januari 1999 i Älvängen i Starrkärrs församling i Västra Götalands län, är en svensk fotbollsmålvakt som spelar för IFK Göteborg.

## Klubbkarriär
Den 1 april 2017 gjorde Dahlberg allsvensk debut för IFK Göteborg i premiärmatchen av Allsvenskan 2017 mot Malmö FF.
Den 31 januari 2018 värvades Dahlberg av engelska Watford, där han skrev på ett 5,5-årskontrakt. Han lånades direkt tillbaka till IFK Göteborg på ett låneavtal fram till sommaren 2018. Den 31 januari 2020 lånades Dahlberg ut till nederländska Emmen på ett låneavtal över resten av säsongen 2019/2020. Den 11 augusti 2020 till 31 maj 2021 lånades Dahlberg ut till BK Häcken. Efter lånet återvände Dahlberg till Watford där han senare lånades ut till Doncaster Rovers på ett låneavtal över säsongen 2021/2022. I januari 2022 avbröts lånet i Doncaster Rovers och Dahlberg lånades istället ut till Gillingham på ett låneavtal över resten av säsongen.
I augusti 2022 återvände Dahlberg till IFK Göteborg, där han skrev på ett 4,5-årskontrakt.

## Landslagskarriär
Den 27 mars 2017 debuterade Dahlberg i Sveriges U21-landslag i en 4–0-vinst över Tjeckien.